# Bactrocera frauenfeldi
Bactrocera frauenfeldi
 es una especie de díptero del género Bactrocera, familia Tephritidae. Ignaz Rudolph Schiner la describió por primera vez en 1868.
La especie es originaria de Papua Nueva Guinea. Ha sido introducida a otras partes, como Australia, donde es una especie invasiva y una plaga de la fruta.